# Ferroindialita
La ferroindialita és un mineral de la classe dels silicats. Rep el nom ser ser l'anàleg de ferro de la indialita.

## Característiques
La ferroindialita és un ciclosilicat de fórmula química (Fe2+,Mg)₂Al₄Si₅O18. Es tracta d'una espècie aprovada per l'Associació Mineralògica Internacional, i reportada per primera vegada el 1982. Cristal·litza en el sistema hexagonal. La seva duresa a l'escala de Mohs és 7.

## Formació i jaciments
Va ser descoberta a Alemanya, concretament a la pedrera Caspar, situada a la localitat d'Ettringen, dins el districte de Mayen-Koblenz (Renània-Palatinat). També ha estat descrita a la República Txeca, Mongòlia, el Japó i els Estats Units.